# Bursuceni (Rumunia)
Bursuceni – wieś w Rumunii, w okręgu Suczawa, w gminie Verești. W 2011 roku liczyła 1374 mieszkańców. 